# Oude of Martinikerk (Voorburg)
De Oude of Martinikerk in de Nederlandse plaats Voorburg is een van de twee wijkkerken van de Protestantse Gemeente Voorburg en behoort tot de Protestantse Kerk Nederland. Het is het oudste kerkgebouw in Voorburg.

## Geschiedenis
Rond 1200 werd een kleine zaalkerk gebouwd naast de woning van ambachtsheer Dirk van Voorburgh. Mogelijk stond er voorheen een houten kerkje, maar dat is nooit bewezen. De kerk werd gewijd aan St. Martinus en in 1275 was er een 'parochie van de Heilige Martinus'. 
Rond 1460 werd de toren gebouwd met een spits van twintig meter. De windwijzer heeft een staande leeuw. Er stonden verschillende altaren, er waren veel gebrandschilderde ramen en veel beelden van Maria, van Christus aan het kruis, van de Heilige Nicolaas en van St Joris. De Beeldenstorm maakte hier een einde aan.
Bijna iedereen in Nederland was katholiek tot de reformatie van Maarten Luther in de 16de eeuw. Rond 1575 sloot de Oude Kerk zich hierbij aan. Gemeenteleden werden in de kerk of op het kerkhof begraven. In de vloer zijn nog veel mooie grafzerken te zien. Tijdens de Franse tijd werden enkele zerken met cement en een planken vloer bedekt, waardoor deze zerken goed bewaard bleven.
Bij de restauratie werden de zerken weer gevonden en uitschoongemaakt. De laatste grote restauratie was in 1965-1968, van 2008-2010 werden de muren opnieuw gestuct. De kerk heeft plaats voor 375 personen.

## Orgel
Het Marianne-orgel werd geschonken door Prinses Marianne, die van 1848 tot haar overlijden in 1883 op de buitenplaats Rusthof in Voorburg woonde. Zij was de voormalige echtgenote van Albert van Pruisen. Zij financierde ook de bouw van de pastorie.

## Evenementen
- Huygensfestival
- Jaarlijks wordt de Huygens Wetenschapsprijs in de kerk uitgereikt.
- Op 4 mei biedt de gemeente een concert aan ter herdenking van de gevallenen van de Tweede Wereldoorlog.